# پولتشنی
پولتشنی (به لاتین: Pulečný) یک منطقهٔ مسکونی در جمهوری چک است که در ناحیه یابلونتس ناد نیسوو واقع شده‌است.